# Zef (disc jockey)
Zef, pseudonimo di Stefano Tognini (Sondrio, 20 dicembre 1990), è un disc jockey e produttore discografico italiano.
È divenuto noto come autore e produttore per artisti dell'hip hop italiano, tra cui Guè, Marracash, Rkomi ed Ernia, e del pop come Elisa, Emma, Annalisa ed Elodie. Dagli anni 2010 ha formato un duo con Marz, con il quale ha prodotto e scritto numerosi brani, tra cui il loro primo singolo Tilt.

## Biografia
Originario di Castione Andevenno, dopo il diploma alle scuole superiori inizia a lavorare come magazziniere e a interfacciarsi alla produzione da autodidatta con Walter Ferrari. Nel 2009 formano il duo elettropop-rap Electrofants, pubblicando Gratta Music attraverso l'etichetta indipendente Tagada' Sound. Nel 2012 produce un remix non ufficiale di Chissenefrega (in discoteca) dei Club Dogo, venendo notato da Guè Pequeno. Nel 2013 il rapper coinvolge Tognini nel secondo album solista Bravo ragazzo, in cui produce la collaborazione con Marracash Brivido. Nella riedizione Bravo Ragazzo Royal Edition è incluso il brano Oh Mio Dio ft. Zuli in cui si firma con lo pseudonimo Zef, ottenendo notorietà nell'ambiente hip hop italiano. Il 9 giugno 2014 esce Lettera al successo, primo disco solista di Fred De Palma in cui Zef cura le basi di numerose tracce.
Nel 2022 collabora con Marz in differenti progetti, con il contributo di Elisa, tra cui per cinque tracce dell'undicesimo album in studio Ritorno al futuro/Back to the Future dell'artista, nonché in Bagno a mezzanotte per Elodie.
Il 5 maggio 2023 pubblica con Marz il singolo Tilt con Elisa e La Rappresentante di Lista.

## Discografia

### Con Marz

#### Singoli
- 2023 – Tilt (feat. Elisa e La Rappresentante di Lista)

### Con gli Electrofants

#### Album in studio
- 2009 – Gratta Music

## Compositore, autore e produttore per altri artisti
Lista dei brani in cui figura da produttore, autore e compositore.
     con Marz
| Anno          | Canzone                     | Artista                         | Ruolo              | Album                                            |
| ------------- | --------------------------- | ------------------------------- | ------------------ | ------------------------------------------------ |
| 2013          | Brivido                     | Guè Pequeno, Marracash          | Autore, produttore | Bravo ragazzo                                    |
| 2013          | Oh Mio Dio                  | Guè Pequeno, Zuli               | Autore, produttore | Bravo ragazzo                                    |
| 2014          | Rodeo                       | Fred De Palma                   | Produttore         | Lettera al successo                              |
| 2014          | Fai Cisti                   | Fred De Palma                   | Produttore         | Lettera al successo                              |
| 2014          | Usain Bolt                  | Fred De Palma                   | Produttore         | Lettera al successo                              |
| 2014          | Muovi il mondo              | Fred De Palma, Marracash        | Autore, produttore | Lettera al successo                              |
| 2014          | Notte da Cafoni             | Fred De Palma, Achille Lauro    | Autore, produttore | Lettera al successo                              |
| 2014          | Atlante                     | Raige                           | Produttore         | Buongiorno L.A.                                  |
| 2014          | Joe Bastianich              | Raige, Ensi                     | Produttore         | Buongiorno L.A.                                  |
| 2014          | Ale ale oh oh               | GionnyScandal                   | Produttore         | Gionata                                          |
| 2015          | Altro che                   | Giaime                          | Autore, produttore | Prima scelta                                     |
| 2016          | 180                         | Rkomi                           | Autore, produttore | Dasein Sollen                                    |
| 2016          | Dasein Sollen RMX           | Rkomi                           | Autore, produttore | Dasein Sollen                                    |
| 2016          | Liam Gallagher              | Rkomi                           | Autore, produttore | Dasein Sollen                                    |
| 2016          | Oh Mamaé                    | Rkomi                           | Autore, produttore | Dasein Sollen                                    |
| 2017          | Tutti scienziati            | Clementino                      | Autore, produttore | Vulcano                                          |
| 2017          | Ego                         | Ernia                           | Autore, produttore | Come uccidere un usignolo                        |
| 2018          | 68                          | Ernia                           | Autore, produttore | 68                                               |
| 2018          | La paura                    | Ernia                           | Autore, produttore | 68                                               |
| 2018          | Sogni d'oro e di platino    | Baby K                          | Autore, produttore | Icona                                            |
| 2018          | Faccio quello che voglio    | Fabio Rovazzi                   | Autore, produttore |                                                  |
| 2018          | Ho fatto bene               | Nitro                           |                    | No Comment                                       |
| Amore crudele | Puertonico                  | Produttore                      | Singolo            |                                                  |
| 2019          | Alice                       | Rkomi                           | Autore, produttore | Dove gli occhi non arrivano                      |
| 2019          | Dove gli occhi non arrivano | Rkomi                           | Autore, produttore | Dove gli occhi non arrivano                      |
| 2019          | Gioco                       | Rkomi                           | Autore, produttore | Dove gli occhi non arrivano                      |
| 2019          | Impressione                 | Rkomi, Carl Brave               | Autore, produttore | Dove gli occhi non arrivano                      |
| 2019          | Boogie Nights               | Rkomi, Ghali                    | Autore             | Dove gli occhi non arrivano                      |
| 2019          | Ancora sveglio              | Psicologi                       | Autore, produttore | 1002                                             |
| 2019          | Aria                        | Sierra                          | Autore, produttore | Profondamente                                    |
| 2019          | Bravi a cadere - I polmoni  | Marracash                       | Autore, produttore | Persona                                          |
| 2019          | Crudelia - I nervi          | Marracash                       | Autore, produttore | Persona                                          |
| 2019          | Mano x mano                 | Fred De Palma                   | Autore, produttore | Uebe                                             |
| 2019          | Sku Sku                     | Fred De Palma, Shade            | Autore, produttore | Uebe                                             |
| 2019          | Bahamas                     | Fred De Palma, Emis Killa       | Autore             | Uebe                                             |
| 2019          | Black                       | Shinessy                        | Autore             | Inner World                                      |
| 2019          | Ti volevo dedicare          | Rocco Hunt, Boomdabash, J-Ax    | Autore, produttore | Libertà                                          |
| 2019          | Maledetto Sud               | Rocco Hunt, Clementino          | Produttore         | Libertà                                          |
| 2020          | Lupi mannari                | Elodie                          | Autore, produttore | This Is Elodie                                   |
| 2020          | Boogieman                   | Ghali                           | Autore, produttore | DNA                                              |
| 2020          | Superclassico               | Ernia                           | Autore, produttore | Gemelli                                          |
| 2020          | Vivo                        | Ernia                           | Autore, produttore | Gemelli                                          |
| 2020          | U2                          | Ernia                           | Autore, produttore | Gemelli                                          |
| 2020          | Cigni                       | Ernia                           | Autore, produttore | Gemelli                                          |
| 2020          | Bugie                       | Ernia                           | Autore, produttore | Gemelli                                          |
| 2020          | MeryXSempre                 | Ernia, Shiva                    | Autore, produttore | Gemelli                                          |
| 2020          | Non me ne frega un cazzo    | Ernia, Fabri Fibra              | Autore, produttore | Gemelli                                          |
| 2020          | Fuoriluogo                  | Ernia, Madame                   | Autore, produttore | Gemelli                                          |
| 2021          | Soli                        | Mecna, Ghemon, Ginevra          | Produttore         | Mentre nessuno guarda                            |
| 2021          | Cabriolet panorama          | The Kolors                      | Autore, produttore | Singles                                          |
| 2021          | Luna                        | Madame, Gaia                    | Autore, produttore | Madame                                           |
| 2021          | Bugie                       | Madame, Carl Brave, Rkomi       | Autore, produttore | Madame                                           |
| 2021          | A un passo dalla Luna       | Rocco Hunt, Ana Mena            | Autore, produttore | Rivoluzione                                      |
| 2021          | Un bacio all'improvviso     | Rocco Hunt, Ana Mena            | Autore, produttore | Rivoluzione                                      |
| 2021          | Fantastica                  | Rocco Hunt, Boomdabash          | Autore, produttore | Rivoluzione                                      |
| 2021          | Caffelatte                  | Rocco Hunt, Carl Brave          | Autore, produttore | Rivoluzione                                      |
| 2021          | Non dire una parola         | Baby K, Álvaro Soler            | Autore, produttore | Donna sulla Luna                                 |
| 2021          | Playa                       | Baby K                          | Autore, produttore | Donna sulla Luna                                 |
| 2021          | Buenos Aires                | Baby K                          | Autore, produttore | Donna sulla Luna                                 |
| 2021          | Luna                        | Baby K                          | Autore, produttore | Donna sulla Luna                                 |
| 2021          | Mia                         | Baby K                          | Autore, produttore | Donna sulla Luna                                 |
| 2021          | Loro                        | Marracash                       | Autore, produttore | Noi, loro, gli altri                             |
| 2021          | Pagliaccio                  | Marracash                       | Autore, produttore | Noi, loro, gli altri                             |
| 2021          | Io                          | Marracash                       | Autore, produttore | Noi, loro, gli altri                             |
| 2021          | Crazy Love                  | Marracash                       | Autore, produttore | Noi, loro, gli altri                             |
| 2021          | Cosplayer                   | Marracash                       | Autore, produttore | Noi, loro, gli altri                             |
| 2021          | Dubbi                       | Marracash                       | Autore, produttore | Noi, loro, gli altri                             |
| 2021          | Noi                         | Marracash                       | Autore, produttore | Noi, loro, gli altri                             |
| 2021          | Gli altri (giorni stupidi)  | Marracash                       | Autore, produttore | Noi, loro, gli altri                             |
| 2021          | Cliffhanger                 | Marracash                       | Autore, produttore | Noi, loro, gli altri                             |
| 2021          | Laurea ad honorem           | Marracash, Calcutta             | Autore, produttore | Noi, loro, gli altri                             |
| 2021          | Infinity Love               | Marracash, Gue                  | Autore, produttore | Noi, loro, gli altri                             |
| 2021          | Señorita                    | Clementino, Nina Zilli          | Autore, produttore | Singolo                                          |
| 2021          | Che sogno incredibile       | Emma                            | Produttore         | Best of Me                                       |
| 2022          | Notti blu                   | Alessandra Amoroso              | Autore, produttore | Tutto accade                                     |
| 2022          | Camera 209                  | Alessandra Amoroso              | Autore, produttore | Tutto accade                                     |
| 2022          | Bandana                     | LDA                             | Autore, produttore | LDA                                              |
| 2022          | Caramello                   | Rocco Hunt, Elettra Lamborghini | Autore, produttore | Singolo                                          |
| 2022          | Bagno a mezzanotte          | Elodie                          | Autore, produttore | OK. Respira                                      |
| 2022          | Mai più                     | Elodie                          | Autore             | OK. Respira                                      |
| 2022          | 3 di cuori                  | Anna, Lazza                     | Autore             | Lista 47                                         |
| 2022          | Bastava la metà             | Ernia, Gué, Gaia                | Autore             | Io non ho paura                                  |
| 2022          | Show's Rollin'              | Elisa                           | Produttore         | Ritorno al futuro/Back to the Future             |
| 2022          | Drink To Me                 | Elisa                           | Produttore         | Ritorno al futuro/Back to the Future             |
| 2022          | On Me                       | Elisa                           | Produttore         | Ritorno al futuro/Back to the Future             |
| 2022          | Fuckin' Believers           | Elisa                           | Produttore         | Ritorno al futuro/Back to the Future             |
| 2022          | Fire                        | Elisa                           | Produttore         | Ritorno al futuro/Back to the Future             |
| 2022          | Chiedimi come sto           | Marco Mengoni, Bresh            | Produttore         | Materia (Pelle)                                  |
| 2022          | Occhi grandi grandi         | Francesca Michielin             | Autore, produttore | Cani sciolti                                     |
| 2022          | Nuda sexy noia              | Tropico                         | Autore, produttore | Singolo                                          |
| 2022          | No Stress                   | Marco Mengoni                   | Autore, produttore | Materia (Pelle)                                  |
| 2022          | Importante                  | Marracash                       | Autore, produttore | Noi, loro, gli altri                             |
| 2023          | Fiori d'orgoglio            | Marco Mengoni, Ernia            | Produttore         | Materia (Prisma)                                 |
| 2023          | Mon Amour                   | Annalisa                        | Autore, produttore | E poi siamo finiti nel vortice                   |
| 2023          | Mezzo mondo                 | Emma                            | Produttore         | Souvenir                                         |
| 2023          | Pazza musica                | Marco Mengoni, Elodie           | Produttore         | Materia (Prisma)                                 |
| 2023          | Parafulmini                 | Ernia, Fabri Fibra, Bresh       | Produttore         | Io non ho paura                                  |
| 2023          | Claudia                     | Francesca Michielin             | Produttore         | Cani sciolti                                     |
| 2023          | A fari spenti               | Elodie                          | Autore, produttore | Red Light                                        |
| 2023          | Un Clásico                  | Ana Mena                        | Autore, produttore | Bellodrama                                       |
| 2023          | Ben & Jerry's               | Ana Mena                        | Autore, produttore | Bellodrama                                       |
| 2023          | Mañana dios dirá            | Ana Mena                        | Autore, produttore | Bellodrama                                       |
| 2023          | Acquamarina                 | Ana Mena, Gué                   | Autore, produttore | Singolo                                          |
| 2023          | Ci pensiamo domani          | Angelina Mango                  | Autore, produttore | Voglia di vivere                                 |
| 2023          | Sorry                       | Federica Abbate                 | Autore, produttore | Canzoni per gli altri                            |
| 2023          | Che t'o dico a fa'          | Angelina Mango                  | Autore, produttore | Poké melodrama                                   |
| 2023          | Angelo all'inferno          | Tedua, Federica Abbate, Salmo   | Autore, produttore | La Divina Commedia                               |
| 2023          | Nuvola                      | Holden                          | Produttore         | Joseph                                           |
| 2023          | Follia                      | Lil Jolie                       | Produttore         | La vita non uccide                               |
| 2023          | Stupidi ragazzi             | Achille Lauro                   | Autore, produttore | Singolo                                          |
| 2024          | Sinceramente                | Annalisa                        | Autore, produttore | E poi siamo finiti nel vortice (Sanremo Edition) |
| 2024          | Criatur                     | Kid Lost                        | Autore, produttore | Singolo                                          |
| 2024          | Peyote                      | Articolo 31                     | Autore, produttore | Protomaranza                                     |
| 2024          | Sesso e samba               | Tony Effe, Gaia                 | Autore, produttore | Icon                                             |
| 2024          | Cinema spento               | Ana Mena                        | Autore, produttore | Singolo                                          |
| 2024          | Maranza                     | Il Pagante e Fabio Rovazzi      | Autore, produttore | Singolo                                          |
| 2024          | Aria                        | Ricchi e Poveri                 | Autore, produttore | Singolo                                          |
| 2024          | Mezzo rotto                 | Alessandra Amoroso              | Autore, produttore | Singolo                                          |
| 2024          | Rimani rimani rimani        | Alessandra Amoroso              | Produttore         | Singolo                                          |
| 2024          | Festa totale                | Paola & Chiara                  | Produttore         | Singolo                                          |
| 2025          | Chiamo io chiami tu         | Gaia                            | Produttore         | Rosa dei venti                                   |
| 2025          | Mille vote ancora           | Rocco Hunt                      | Produttore         | Ragazzo di giù                                   |
| 2025          | Tu con chi fai l'amore      | The Kolors                      | Produttore         | Singolo                                          |
| 2025          | Un milione di mani          | Luchè                           | Autore, produttore | Il mio lato peggiore                             |
| 2025          | Luci allo xeno              | Sangiovanni                     | Produttore         | Singolo                                          |

## Riconoscimenti
SIAE Music Awards
- 2023 – Candidatura all'autore audio streaming dell'anno[15]
- 2023 – Candidatura all'autore video streaming dell'anno
- 2024 – Candidatura alla canzone locali da ballo con musica live per Mon Amour[16]
- 2024 – Candidatura alla canzone streaming per Mon Amour
- 2024 – Candidatura alla canzone social per Mon Amour
- 2024 – Candidatura alla canzone social per Ci pensiamo domani
- 2024 – Candidatura alla miglior canzone radio per Parafulmini
- 2024 – Candidatura alla miglior canzone radio per Pazza musica

Rockol Awards
- 2023 – Premio speciale SIAE[17]